# 国家支援地方道13号線
国家支援地方道13号線(薪智莞島線、ハングル: 국가지원지방도 제13호선)は全羅南道莞島郡薪智面から同郡莞島邑までの総延長8.4kmの国家支援地方道である。

## 歴史
- 1996年7月19日 : 全羅南道莞島郡薪智面から莞島邑の区間を国家支援地方道第13号薪智~莞島線で指定。

## 通過する自治体
- 全羅南道
  - 莞島郡 薪智面（朝鮮語版） - 莞島郡 莞島邑（朝鮮語版）

## 交差する道路
国道
- 国道13号線 (韓国)（朝鮮語版）
- 国道77号